# Zulma Brandoni de Gasparini
Zulma Nélida Brandoni de Gasparini (La Plata, 15 de maio de 1944) é uma paleontóloga e zoóloga argentina. Ela é conhecida por descobrir os fósseis do dinossauro Gasparinisaura, que recebeu seu sobrenome.

## Carreira
Nascida na cidade de La Plata, na Argentina, em 15 de maio de 1944, Brandoni de Gasparini formou-se em zoologia pela Universidade Nacional de La Plata em 1966 e obteve seu doutorado em Ciências Naturais em 1973.
Zulma Brandoni de Gasparini foi reconhecida internacionalmente na década de 1990 por liderar a equipe que descobriu a Gasparinisaura. Ela é uma especialista reconhecida em reptilianos mesozóicos da América do Sul.
Em 1972, iniciou sua carreira científica no Consejo Nacional de Investigaciones Científicas e Técnicas (CONICET), no qual foi promovida em 2003 ao grau de Pesquisadora Superior. Atualmente é professora de Paleontologia de Vertebrados na Universidade Nacional de La Plata.

## Honrarias
Brandoni de Gasparini recebeu, entre outros reconhecimentos, o Prêmio "Bernardo Houssay" do CONICET (1987), o Prêmio ao Mérito da Associação Paleontológica Argentina (2001) e o Prêmio Florentino Ameghino da Academia Nacional de Exatas e Naturais Ciências (2002). Recebeu o Prêmio Pellegrino Strobel em 2013.